# Red October (кибершпионская операция)
«Red October» (рус. Красный Октябрь, в сокращении Rocra) — кибершпионская операция, проводившаяся для сбора секретных данных с устройств с помощью вредоносных программ. Началась как минимум в мае 2007 года. Она велась против государственных структур, дипломатических ведомств и научно-исследовательских организаций. В основном атаке подвергались конкретные организации из стран Восточной и Западной Европы, Центральной Азии, бывших стран Советского Союза и Северной Америки. Вполне возможно, организаторы атак «Red October» являются русскоязычными.

## Схема атаки
Заражение вредоносными программами происходит через рассылку документов с эксплойтами. При проникновении основного вредоносного модуля на устройство он скачивает ещё несколько модулей, среди них есть бэкдор. Сбор данных проводится с помощью модулей, помечаемых Kaspersky как Backdoor.Win32.Sputnik. Он может проходить как на компьютерах и ноутбуках, так и на операционной системе Windows Mobile и на устройствах iPhone и Nokia. Модулями также может быть выполнен произвольный код. Обычно после заражения устройства с него несколько дней собирается информация, после чего устанавливаются дополнительные модули, которые распространяются по другим компьютерам в сети.
Извлечённая информация может являться:
- Нажатыми на клавиатуре клавишами и снимками экрана;
- Паролями;
- Историей посещений веб-страниц в браузерах;
- Сообщениями и вложениями в Microsoft Outlook;
- Файлами на USB-накопителях и локальных FTP-серверах;
- Внешним IP-адресом устройства.

Для контроля заражённых систем были созданы более 60 доменов и несколько серверов, по большей части они были расположены в России и Германии.
В атаках «Red October» использовался ряд уязвимостей: уязвимость CVE-2011-3544 в Java, уязвимость CVE-2009-3129 начиная с 2010 года в Microsoft Excel и узявимости CVE-2010-3333 и CVE-2012-0158 в Microsoft Word начиная с лета 2012 года. Собранные данные могут использоваться в последующих атаках.